# Bonaparte valica le Alpi
Bonaparte valica le Alpi (noto anche come Napoleone attraversa le Alpi, malgrado l'esistenza di un dipinto di David noto col medesimo nome), è un dipinto del 1848-1850 raffigurante Napoleone Bonaparte, dell'artista francese Paul Delaroche. Il dipinto raffigura il Bonaparte nell'atto di guidare il suo esercito attraverso le Alpi a dorso di un mulo, percorso che avvenne veramente nella primavera del 1800, nel tentativo di sorprendere l'esercito austriaco in Italia.
Le due principali versioni di questo dipinto che sono giunte sino a noi si trovano una al Louvre di Parigi e l'altra alla Walker Art Gallery di Liverpool, in Inghilterra. La regina Vittoria ne commissionò una versione ridotta.
L'opera venne ispirata alla serie dei cinque dipinti realizzati da Jacques-Louis David dal titolo Bonaparte valica il Gran San Bernardo (1801-1805). Le opere di David mostrano anch'esse il passaggio di Napoleone sul Gran San Bernardo, ma hanno stile e concezione differente. Il Napoleone di Delaroche appare freddo e adombrato, mentre quello di David è nel pieno dello splendore della sua uniforme, come un eroe idealizzato. A Delaroche del resto venne commissionato un ritratto realistico, corrente emergente all'epoca in cui egli dipinse.
Sebbene il dipinto rappresenti appieno il nuovo stile di cui Delaroche fu uno dei primi pionieri, il quadro venne criticato da alcuni per la raffigurazione della scena e del soggetto ma anche per avversione allo stesso Delaroche.

## Sfondo

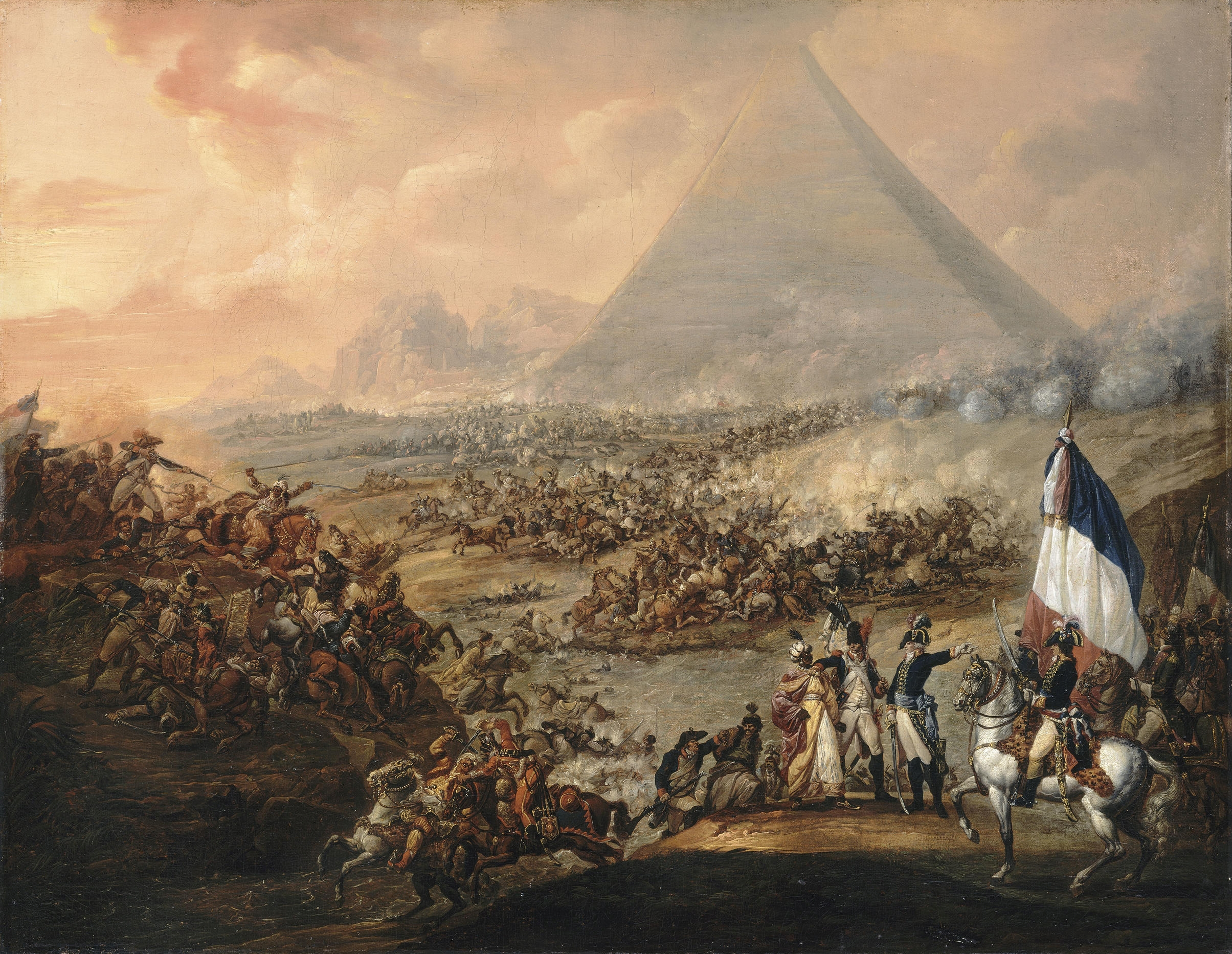
La battaglia delle Piramidi (1798-1799) di Francois-Louis-Joseph Watteau raffigura l'omonima battaglia che Napoleone combatté nella campagna d'Egitto.

### Sfondo storico
Come parte della campagna del 1798 nelle Guerre rivoluzionarie francesi, Napoleone si preparò ad invadere ed a conquistare l'Egitto, che all'epoca era una provincia dell'Impero ottomano. Un'operazione militare di tale portata avrebbe portato numerosi benefici, tra cui l'assicurazione degli interessi commerciali francesi e l'inibizione del passaggio diretto verso l'India per gli inglesi, che quindi sarebbero stati costretti a circumnavigare l'intero continente africano. Il 1 luglio 1798, Napoleone sbarcò in Egitto. Dopo una serie di conflitti concatenati con pesanti perdite, la campagna portò ad una vittoria degli anglo-ottomani. Napoleone ricevette la notizia che le forze austriache stavano riconquistando i territori da lui liberati l'anno precedente in Italia e per questo decise di fare ritorno a Parigi.
Per riottenere i territori perduti, Napoleone pianificò di lanciare un assalto a sorpresa all'esercito austriaco di stanza nella Repubblica Cisalpina. Basandosi sull'assunto che gli austriaci non si sarebbero mai aspettati che Napoleone piombasse loro col grosso del suo esercito attraverso le Alpi, egli scelse proprio quest'ultima via. Scelse la via più breve attraverso le Alpi, il Passo del Gran San Bernardo che gli avrebbe permesso di raggiungere la destinazione prefissata il prima possibile.
Il 15 maggio 1800, Napoleone ed il suo esercito di 40.000 uomini con artiglieria da campo e treno bagagli (35.000 fanti e 5000 cavalieri) iniziò ad attraversare le montagne. Nei giorni di traversata, l'esercito di Napoleone consumò in tutto 22.000 bottiglie di vino, più di una tonnellata e mezza di formaggio e 800 kg di carne.

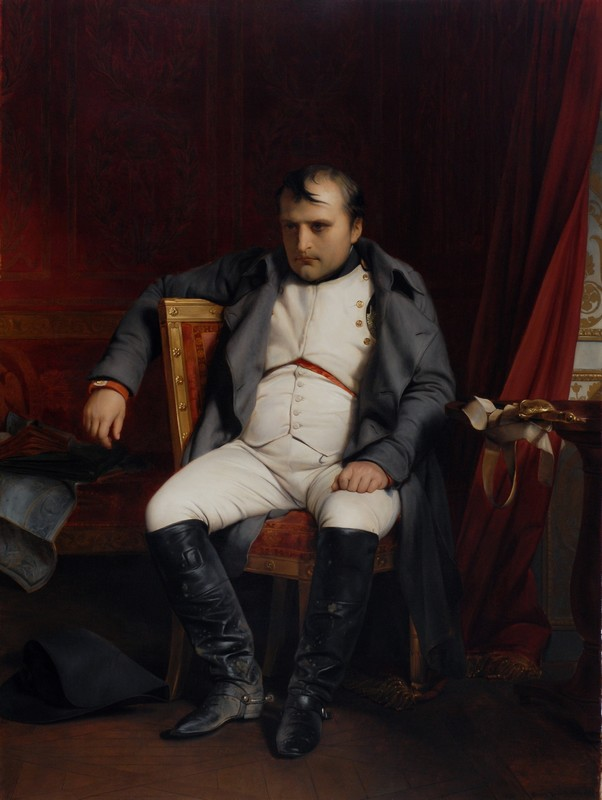
"Napoleone abdica a Fontainebleau" di Delaroche, 1845, olio su tela.

Dopo la traversata delle Alpi, Napoleone iniziò le operazioni militari contro l'esercito austriaco. Malgrado l'inizio incerto della campagna, le forze austriache vennero respinte a Marengo nel giro di un mese. Qui, ebbe luogo una grande battaglia il 14 giugno di quell'anno che portò all'evacuazione dell'Italia da parte degli austriaci.

### Delaroche
Le prime opere di Delaroche si erano basate sulle storie della Bibbia, ma gradualmente il suo interesse si era spostato su scene della storia inglese e francese. Egli era in grado di "combinare abilità coloristiche notevoli con un certo interesse per il dettaglio storico nelle scene". Bonaparte valica le Alpi, che venne dipinto grossomodo otto anni prima della morte di Delaroche, rappresenta una pietra miliare nella carriera del pittore francese.
A parte la commissione ricevuta, Delaroche venne ispirato nella creazione del Bonaparte valica le Alpi dalla propria situazione personale che egli sentiva affine a quella dello stesso imperatore dei francesi. Il suo spirito di precisione storica lo si ritrova ad ogni modo molto bene nei dettagli degli abiti di Napoleone che contribuiscono a dare maggior realismo alla scena.

## Il dipinto

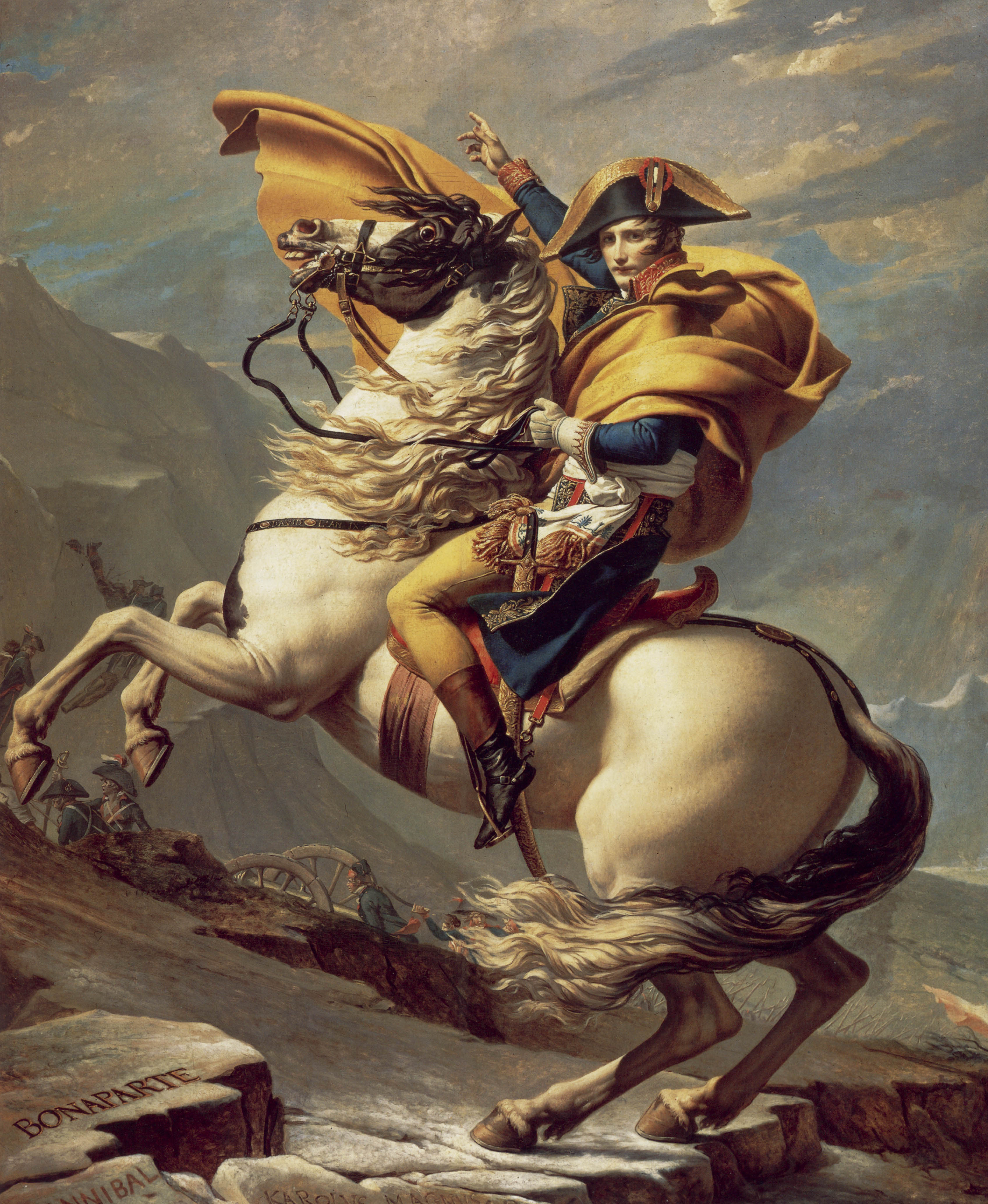
La versione del passaggio delle Alpi dipinta da Jacques-Louis David differisce dall'idea espressa da Delaroche nel suo quadro.

### Commissione del dipinto
Il dipinto oggi a Liverpool venne commissionato da Arthur George Onslow, III conte di Onslow, dopo che sia Delaroche che Onslow ebbero modo di visitare il Louvre di Parigi, dove videro la versione di David del famoso evento. L'opera era stata posta solo di recente nel museo dopo il ritorno di un certo interesse per Napoleone, quarant'anni dopo il suo esilio. Entrambi riconobbero che il quadro di David appariva irreale e Onslow, che era un collezionista di oggetti napoleonici, commissionò a Delaroche una raffigurazione più realistica dell'avvenimento.

### Il contrasto con la versione di David
Il contrasto tra la raffigurazione di Jacques-Louis David del valico delle Alpi da parte di Napoleone, un ritratto ufficiale commissionato dal re di Spagna per celebrare il Bonaparte ed i suoi successi militari per scopi diplomatici e donato poi allo stesso Napoleone e la versione del Bonaparte valica le Alpi di Delaroche appare evidente.
La prima e più significativa differenza è nella figura di Napoleone, nei suoi vestiti, nella sua statura generale. La versione di David presenta un Napoleone vestito di un'uniforme immacolata e multicolore. La versione di Delaroche, invece, presenta un Napoleone vestito in maniera ordinaria, con un cappotto grigio che ha il solo proposito di mantenere il caldo piuttosto che mostrare il simbolo di un eroe come nel caso del quadro di David.
Ad ogni modo, vi è un'altra differenza significativa nella figura di Napoleone, nel modo in cui si pone. Il Napoleone di David è "fiammeggiante", sicuro della propria guida alla testa dell'esercito francese e nella sua abilità di attraversare le Alpi e sconfiggere gli austriaci in Italia. Il Napoleone di Delaroche invece è accigliato, infreddolito e cupo. I suoi occhi e l'espressione del suo viso sono l'espressione della sua stanchezza in quel viaggio lungo e faticoso.
L'ultima differenza significativa è rappresentata dagli animali cavalcati da Napoleone. Nella versione di David, infatti, Napoleone si trova a montare uno splendido cavallo, ma si sa che questa versione è estremamente poetica in quanto la maggior parte dei racconti riportano la figura di Napoleone a dorso di una mula durante questo passaggio (presa in prestito da un contadino locale). Questo fu uno dei punti per cui Delaroche criticò maggiormente la versione di David e decise nel suo quadro di raffigurare il Bonaparte a dorso di mulo per rendere la scena ancora più realistica.

## Analisi

### Ambientazione
Napoleone nel quadro di Delaroche è raffigurato con un vestiario appropriato per il luogo dove si svolge la scena: sopra la sua uniforme veste un lungo cappotto ben avvolto attorno alla sua persona, nel quale tiene le proprie mani. Mantiene un poco di dignità nel suo bicorno decorato con un gallone d'oro che porta sulla testa. Il mulo che trasporta Napoleone appare stanco dal viaggio che sta compiendo. A sinistra del mulo si trova la sua guida, Pierre Nicholas Dorsaz, che è costretto come appare a tirare il mulo per farlo proseguire e che tiene tra le mani un bastone che gli consente di appoggiarsi ed a sua volta di proseguire nella neve. Le sue vesti sono in parte logore e la faccia e rossa dal freddo. Non gli è permesso il lusso di avere un animale che lo trasporti ed è costretto per il suo ruolo a proseguire a piedi.
Elementi che richiamano il freddo sono evidenti: montagne di sfondo ricoperte di neve si ergono dietro Napoleone e dietro le sue truppe, mentre le rocce alla destra del dipinto hanno candele di ghiaccio e sono ricoperte di neve soffice e ghiaccio.
I personaggi che seguono il Bonaparte appaiono preoccupati a proteggersi dal freddo il che contribuisce ad accentuare la fragilità della scena e nel contempo il suo realismo.
Napoleone è raffigurato in alta montagna, ma con tutte le problematiche di un uomo mortale e per nulla idealizzato, proprio al contrario della figura di David che mostra un Napoleone incurante del freddo e illuminato da una luce eroica. Delaroche non era però intenzionato a rappresentare Napoleone in luce dispregiativa, ma semplicemente intendeva raffigurarlo in maniera credibile con tutte le problematiche della sua condizione di uomo da stimare ancor di più per la fatica fatta per raggiungere l'obbiettivo della sua missione.

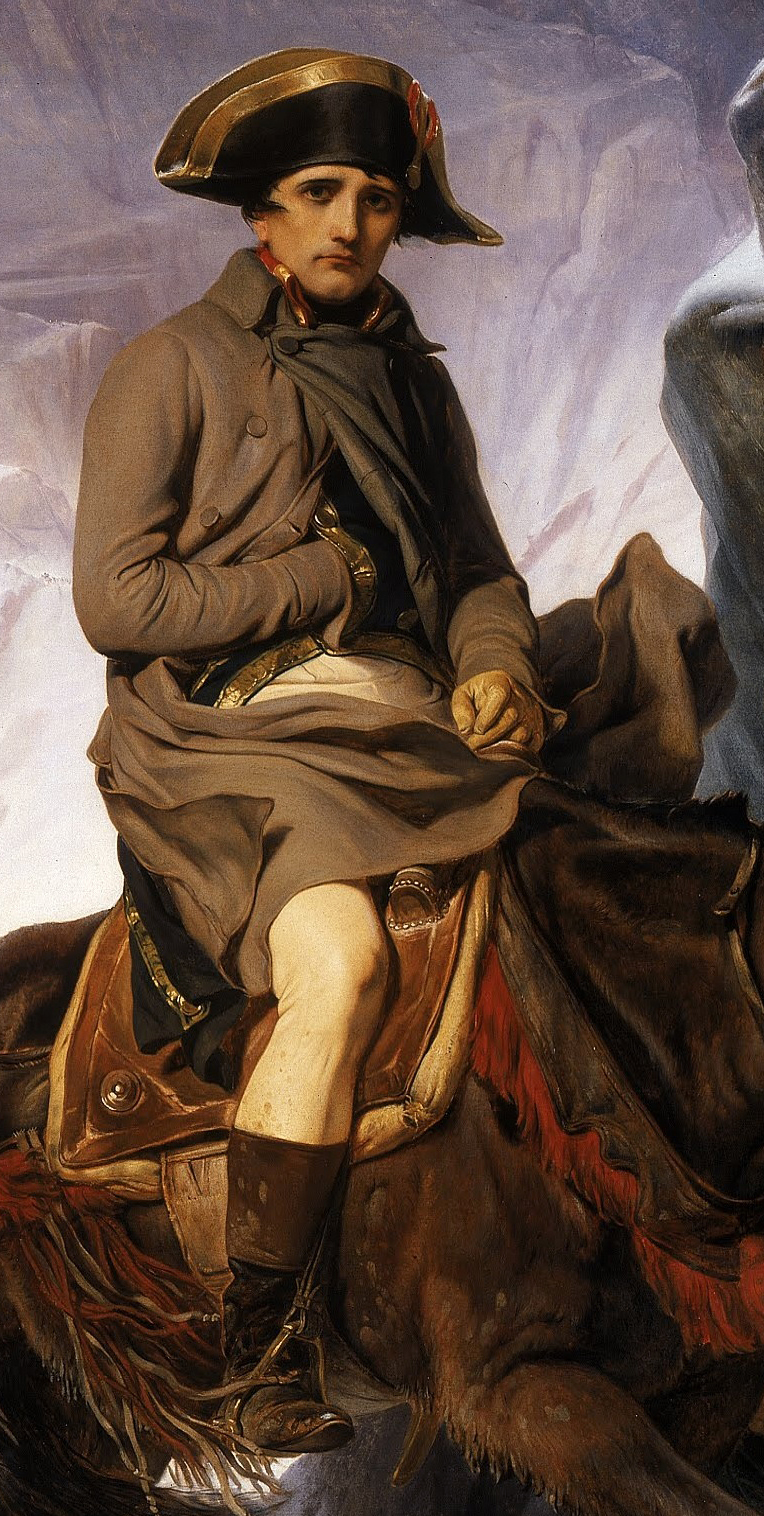
La luce ambrata che colpisce Napoleone, introduce un livello di contrasto nell'opera.

### Stile artistico
Oltre alla massa del bianco che si vede dietro Napoleone, la luce ambrata del sole che colpisce Napoleone e le sue truppe è la principale fonte di luce del dipinto. Essa introduce il contrasto nell'opera e si pone in diretto contrasto con le ombre presenti nel dipinto. Napoleone ed il suo mulo sono un ricco contrasto di luci ed ombre, come pure lo è la sua guida. Il ghiaccio e la neve appaiono più chiare ad ovest, consentendo di mostrare il soggetto principale del dipinto in una luce "nuova".
Gli schemi di Delaroche nella pittura sono molto dettagliati e ben ponderati, in particolare per quanto riguarda le figure chiave del dipinto.
Il mulo, ed in particolare il suo pelo, è stato oggetto di uno studio profondo per renderne i minimi dettagli e per far sì che chi osserva il dipinto lo veda ispido e poco curato. La medesima tecnica è stata applicata agli ornamenti rossi e gialli della sella dell'animale. Il dettaglio centrale di Napoleone è relativo al suo cappotto con le pieghe e le curve del vestito. Uno studio particolareggiato è stato posto anche alla guida, alla sua faccia, ai suoi vestiti ed agli stivali.
L'attenzione di Delaroche al dettaglio e la sua precisione letterale nelle sue opere mostra quel lento ma progressivo diffondersi del realismo e della sua evoluzione nel corso del XIX secolo.

## Critica
Il lavoro, malgrado il suo estremo realismo nella raffigurazione di Napoleone, venne criticato da molte autorità in campo artistico, per ragioni differenti. Alcuni disapprovavano la scelta del soggetto del dipinto di Delaroche, mentre altri erano contrari allo stesso pittore.
Poco dopo il completamento dell'opera, il dipinto venne portato in Inghilterra e qui, nel 1850, venne visionato dal critico della rivista letteraria The Atheneum. Il commento della rivista all'opera indica che, per quanto apprezzabile, Delaroche venne criticato per diverse ragioni:
Alcuni si dimostrarono scontenti dei lavori di Delaroche in generale, ed in particolare del Bonaparte valica le Alpi, criticando le opere del pittore francese come "opere di basso standard". Tra i più critici citiamo il The Gentleman's Magazine, che così scrisse di Delaroche:

## Galleria d'immagini

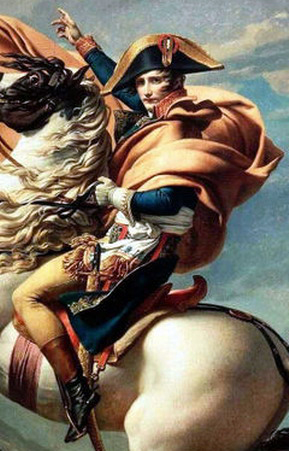
La versione di David che mostra Napoleone in uniforme multicolore con un mantello ed un cappello gallonato in testa.
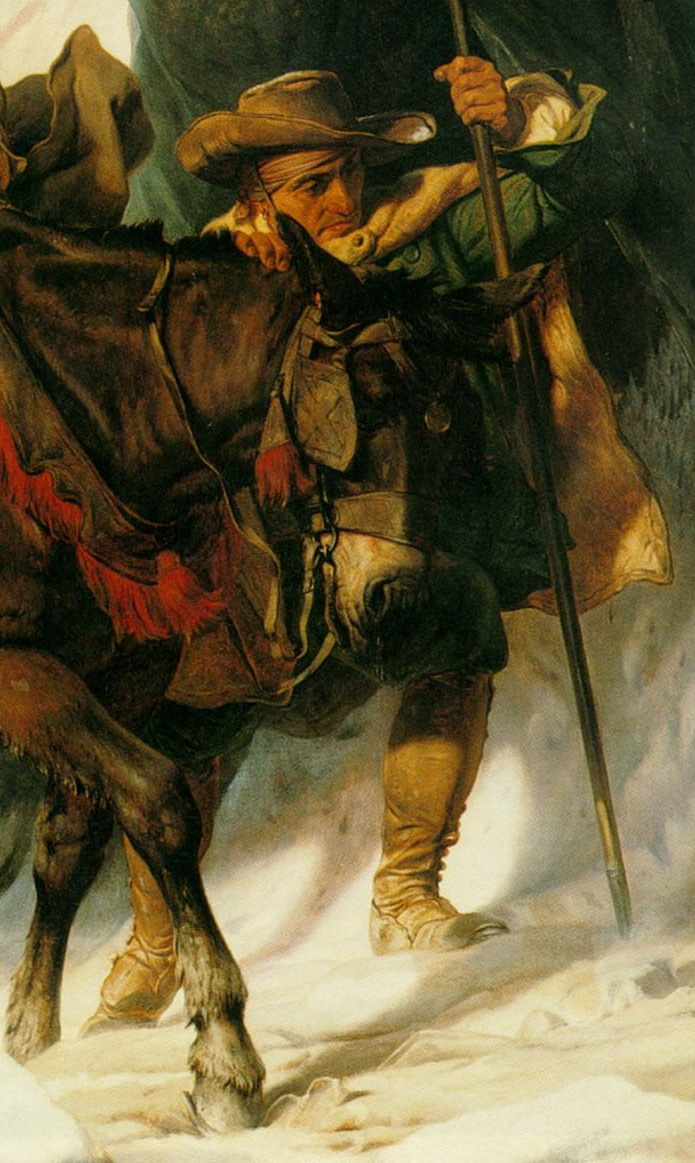
La mula di Napoleone è condotta dalla guida contadina del generale. L'effetto della luce ambrata è qui molto evidente.
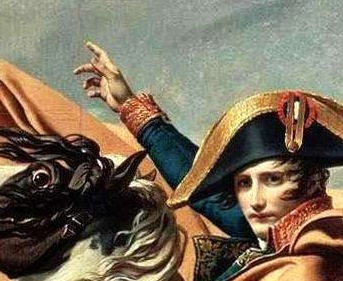
Dettaglio ravvicinato del volto di Napoleone, e quello del suo cavallo, dalla versione di David.